# Copa de baloncesto de República Checa
La Copa de baloncesto de República Checa (en checo Český pohár v basketbalu) es una competición de copa de baloncesto que se disputa en República Checa desde 1994.

## Palmarés
| - 1993–94 JIP Pardubice - 1994–95 Tonak Nový Jičín - 1995–96 Tonak Nový Jičín - 1996–97 Opava - 1997–98 Opava - 1998–99 Opava - 1999–00 Mlékárna Kunín - 2000–01 Opava - 2001–02 Mlékárna Kunín - 2002–03 Opava | - 2003–04 ČEZ Nymburk - 2004–05 ČEZ Nymburk - 2005–06 Mlékárna Kunín - 2006–07 ČEZ Nymburk - 2007–08 ČEZ Nymburk - 2008–09 ČEZ Nymburk - 2009–10 ČEZ Nymburk - 2010–11 ČEZ Nymburk - 2011–12 ČEZ Nymburk - 2012–13 ČEZ Nymburk | - 2013–14 ČEZ Nymburk - 2014–15 Prostějov - 2015–16 JIP Pardubice - 2016–17 ČEZ Nymburk - 2017–18 ČEZ Nymburk - 2018–19 ČEZ Nymburk - 2019–20 ČEZ Nymburk - 2020–21 ČEZ Nymburk - 2021–22 Opava - 2022–23 BK Děčín |

## Títulos por club
| Equipo      | Títulos | Años campeón |
| ----------- | ------- | --- |
| ČEZ Nymburk | 15      | 2003–04, 2004–05, 2006–07, 2007–08, 2008–09, 2009–10, 2010–11, 2011–12, 2012–13, 2013–14, 2016–17, 2017-18, 2018-19, 2019-20, 2020-21 |
| Opava       | 6       | 1996–97, 1997–98, 1998–99, 2000–01, 2002–03, 2021-22                                                                                  |
| Nový Jičín  | 5       | 1994–95, 1995–96, 1999–00, 2001–02, 2005–06                                                                                           |
| Pardubice   | 2       | 1993–94, 2015–16 |
| Děčín       | 1       | 2022–23 |
| Prostějov   | 1       | 2014–15 |

## Últimas finales
| Temporada | Sede              | Campeón       | Marcador | Finalista        |
| --------- | ----------------- | ------------- | -------- | ---------------- |
| 2013–14   | Jindřichův Hradec | ČEZ Nymburk   | 91–67    | Prostějov        |
| 2014–15   | Brno              | Prostějov     | 84–51    | Děčín            |
| 2015–16   | Pardubice         | JIP Pardubice | 87–67    | Armex Děčín      |
| 2016–17   | Prostějov         | ČEZ Nymburk   | 72–52    | Opava            |
| 2017–18   | Svitavy           | ČEZ Nymburk   | 86–65    | BK JIP Pardubice |
| 2018–19   | Nový Jičín        | ČEZ Nymburk   | 102–68   | BK Opava         |
| 2019–20   | Plzeň             | ČEZ Nymburk   | 100–94   | USK Praha        |
| 2020–21   | Nymburk           | ČEZ Nymburk   | 96–71    | BC Kolín         |
| 2021–22   | Louny             | BK Opava      | 97–93    | ČEZ Nymburk      |
| 2022–23   | Praga             | BK Děčín      | 87–74    | BC Brno          |